# برو که رفتیم (ترانه)
«برو که رفتیم» (به انگلیسی: Here I Go) ترانه ای از گروهٔ کمدی لانلی آیلند است که در ۱۶ نوامبر سال ۲۰۲۴ منتشر گردید و در قسمت هفتم فصل ۵۰ پخش زنده شنبه شب به‌نمایش درآمد. بخش عمدهٔ ترانه توسط اندی سمبرگ اجرا شده و چارلی ایکس‌سی‌ایکس انبوهی از آن را خوانده‌است، ترانه و موزیک ویدئو حول محور این دونفر می‌چرخند که هرکدام همسایگان سفیدپوست خودشان را برای جنایات مختلفِ حقیرانه و کم‌اهمیت مورد گزارش قرار می‌دهند.
این ترانه با تحسین منتقدان مواجه شده‌است.